# ليغو نينجاغو
ليغو نينجاغو (بالإنجليزية: Lego Ninjago) هي علامة تجارية رائدة تابعة لشركة ليغو ومبنية على ليغو نينجاغو: أبطال السبينجيتسو وهو برنامج رسوم متحركة دنماركي بدأ في عام 2011 ويظهر فيه مجموعة من المراهقين النينجا الذين يتدربون عن معلمهم الذي يدعى "المعلم وو" لمحاربة قوة الشر كجيوش الثعابين والنينجا الأشباح وغيرها ومستند بشكل رئيسي على الأساطير الصينية واليابانية، ظهرت العلامة في عام 2011 أيضًا وتتضمن ليغو نينجاغو: أبطال السبينجيتسو والمنتجات المتعلقة به مثل العديد من التطبيقات والألعاب الإلكترونية وألعاب الليغو وغيرها من المنتجات.